# Ivo Fabris
Ivo Fabris (12 de marzo de 1910-9 de septiembre de 1992) fue un deportista yugoslavo que compitió en remo. Ganó dos medallas en el Campeonato Europeo de Remo, oro en 1932 y bronce en 1934.

## Palmarés internacional
| Campeonato Europeo | Campeonato Europeo    | Campeonato Europeo | Campeonato Europeo |
| Año                | Lugar                 | Medalla            | Prueba             |
| ------------------ | --------------------- | ------------------ | ------------------ |
| 1932               | Belgrado (Yugoslavia) | Medalla de oro     | Ocho con timonel   |
| 1934               | Lucerna (Suiza)       | Medalla de bronce  | Cuatro con timonel |